# Al-Sabil
Al-Sabil (tiếng Ả Rập: السبيل) là một ngôi làng Syria nằm ở phó huyện Salamiyah thuộc huyện Salamiyah, Hama. Theo Cục Thống kê Trung ương Syria (CBS), al-Sabil có dân số 1.958 người trong cuộc điều tra dân số năm 2004.